# Life Peerages Act 1958
Life Peerages Act 1958 är en brittisk lag som gör det möjligt att inrätta Life peer som ger rätt att sitta och rösta i överhuset.

## Bakgrund
Lagen antogs under de konservativa regeringarna 1957–1964, då Harold Macmillan var premiärminister. Elizabeth II hade bestigit tronen drygt fem år före lagen. De konservativa försökte införa Life peers för att modernisera överhuset, ge det mer legitimitet och bemöta en nedgång i dess antal och närvaro. Labourpartiet motsatte sig lagförslaget om Life peer vid andra behandlingen: Hugh Gaitskell höll ett lidelsefullt tal mot förslagen och argumenterade för en mycket mer grundläggande reform som en total nedmontering av överhuset eller ett helt valt parlament.

## Sammanfattning
Före Life Peerages Act 1958 var medlemskapet i överhuset strikt manligt och till överväldigande del baserat på innehav av en ärftlig titel. Det fanns några få undantag från den ärftliga principen, till exempel för Lords Spiritual. Lagen gjorde det möjligt för pärer av båda könen att vara medlemmar av överhuset. Pärer på livstid är antingen baroner (en titel som funnits sedan medeltiden; innehavare är vanligtvis kända som Lord för alla utom de mest formella dokumenten) eller baronessor (för kvinnor; konventionellt väljer de att bli kända som "Lady X" eller "Baroness X" beroende på vad de föredrar) och är medlemmar av överhuset på livstid, men deras titlar och medlemskap i överhuset kan inte ärvas av deras barn. Pärer på domarsidan satt redan i överhuset i enlighet med villkoren i Appellate Jurisdiction Act 1876. Life Peerages Act ökade kraftigt premiärministrarnas möjligheter att ändra överhusets sammansättning genom att tillåta skapandet av grupper av Life peers i stället för ärftliga pärer. Detta minskade gradvis den numerära dominansen av ärftliga pärer.
Lagen gjorde det möjligt att inrätta kvinnliga pärer med rätt att sitta i överhuset. De första fyra dessa kvinnliga pärerna var: Barbara Wootton och Stella Isaacs, som svors in den 21 oktober 1958, och Katharine Elliot och Irene Curzon, som tillträdde sina ämbeten dagen därpå.
En Life peer på livstid instiftas av regenten genom ett kungligt brev på inrådan av premiärministern.
Innan lagen antogs utnämndes tidigare premiärministrar vanligtvis till ärftliga viscouner eller earler som ett erkännande av deras offentliga tjänster i höga ämbeten, liksom vicekungarna av Indien och exceptionella militära eller främsta figurer, till exempel den tidigare ministern för Indien och tidigare för flyg, Viscount Stansgate och pensionerade talmän i underhuset. Den siste premiärministern och den siste icke-kungligheten som utnämndes till earl var av en slump en av 1958 års förespråkare, Harold Macmillan, på Margaret Thatchers inrådan 1984. Sedan hennes tid har endast medlemmar av den kungliga familjen tilldelats nya ärftliga pärsvärdigheter. År 2023 blev prins Edward, redan ärftlig earl av Wessex och Forfar, hertig av Edinburgh på livstid, dock inte enligt lagen.